# Enel Distribución Chile
Enel Distribución Chile es la filial de Enel Chile dedicada al negocio de la distribución eléctrica en sus operaciones en el país sudamericano.
Producto de una reorganización societaria propuesta en 2015 por la entonces Enersis S.A (actual Enel Chile), Chilectra, la principal distribuidora eléctrica de Chile, la cual además contaba con participaciones en el negocio de distribución en Argentina, Perú, Brasil y Colombia, dividió sus activos nacionales y extranjeros, traspasando sus participaciones internacionales a Enel Américas (ex Enersis Américas), naciendo al finalizar del proceso de reestructuración, Enel Distribución Chile.
Actualmente, Enel Distribución Chile es la principal distribuidora de energía eléctrica de Chile. Cuenta con cerca del 43% de las ventas totales a nivel nacional y más de 2 millones de clientes en 33 comunas de la Región Metropolitana, en una zona de concesión que abarca 2.105 km² de alta densidad de consumo, que concentra parte importante de la población del país. Durante 2022, las ventas físicas de Enel Distribución Chile totalizaron 14.210 GWh, aumentando en 3,9% respecto al año 2021.
La compañía cuenta, además, con una filial denominada Empresa Eléctrica de Colina, ubicada también dentro de la Región Metropolitana de Santiago.

## Historia

### Fundación y expansión (1921-1970)

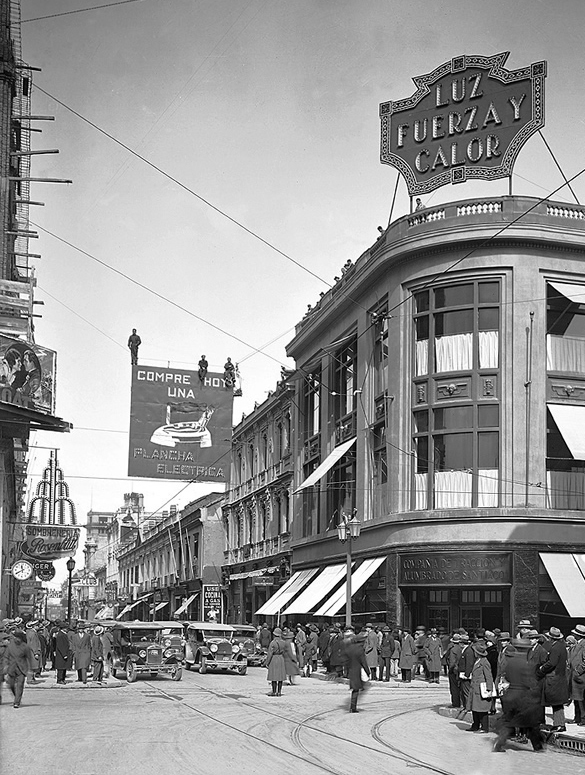
Palacio de la Luz, edificio de Chilectra en el Paseo Ahumada (1929).

Enel Distribución Chile nació el 1 de septiembre de 1921, como Compañía Chilena de Electricidad Ltda. (también conocida desde 1958 como Chilectra). Era una empresa privada de generación y distribución de energía eléctrica y surgió, producto de la fusión de la Chilean Electric Tramway and Light Company (1898) y la Compañía Nacional de Fuerza Eléctrica, que operaba desde 1919 en Santiago. El nombre Chilectra surgió a partir de la cablegrafía de la primera de éstas empresas: Chilean Electric Tramway.
Entre los años 1929 y 1931, la South American Power Co. adquirió los bienes y derechos de una serie de empresas eléctricas que funcionaban en la zona central del país, agrupándolas como empresas autónomas. Una de ellas era la Compañía Chilena de Electricidad Ltda.
El 7 de noviembre de 1925 la empresa creó una nueva filial, denominada «Compañía de Tracción y Alumbrado de Santiago» (CTAS), encargada de operar los tranvías eléctricos y el sistema de iluminación pública en la ciudad. En 1926 la Compañía Chilena de Electricidad adquirió la empresa del Ferrocarril Eléctrico de Santiago a San Bernardo, mientras que el 14 de diciembre de 1931 se constituyó la «Compañía de Tracción de Santiago» —instalada legalmente mediante decreto del 11 de julio de 1933—, la cual en mayo de 1933 absorbió a la CTAS.
El 11 de noviembre de 1956 la Compañía Chilena de Electricidad presentó a Chispita Kilowatt como su mascota, que educaba sobre eficiencia energética y cuidados sobre los riesgos del mal uso de la energía eléctrica.

### Estatización (1970-1987)
El 14 de agosto de 1970, la empresa fue estatizada mediante la promulgación de la Ley N° 17.323 que autorizó a la Corporación de Fomento de la Producción adquirir todas las acciones y bienes de la compañía.
La estructura de la empresa se mantuvo igual hasta 1981, año en que se produjo una reestructuración, siendo la compañía dividida en una casa matriz, Compañía Chilena de Electricidad S.A., y tres empresas filiales: 
- Compañía Chilena Metropolitana de Distribución Eléctrica S.A., para distribuir energía eléctrica en la Región Metropolitana.
- Compañía Chilena de Distribución Eléctrica Quinta Región S.A. para servir a Valparaíso y el Valle del Aconcagua.
- Compañía Chilena de Generación Eléctrica S.A., que mantuvo las funciones de generación y transporte de energía.

### Chilectra S.A (1983-2016)
En 1983, Chilectra Metropolitana inició su proceso de reprivatización, el que finalmente concluyó en agosto de 1987 al quedar el 100% de su capital accionario en manos del sector privado. Poco después, en noviembre de 1987 y con el objeto de modernizar la empresa, se inició la filialización de Chilectra Metropolitana, a través de la creación de su primera filial, Distribuidora Chilectra Metropolitana S.A. En mayo de 1994, la Distribuidora Chilectra Metropolitana S.A. cambió su razón social a Chilectra S.A.
El 30 de septiembre de 1996, Chilectra S.A. adquirió la Empresa Eléctrica de Colina S.A., hoy Empresa Eléctrica de Colina Ltda., compañía de distribución eléctrica ubicada en la zona norte del área de concesión de Chilectra S.A. 
El 8 de enero de 1997, el Ministerio de Economía mediante la publicación del Decreto n.º 621, otorgó a Chilectra S.A. una concesión definitiva para distribuir energía eléctrica en la provincia de Chacabuco. El incremento del área de concesión significó para Chilectra S.A. un aumento de 663 km², alcanzando de esta manera un total de 2.037 km².
Al año siguiente, específicamente en agosto de ese año, Chilectra concretó un nuevo proyecto eléctrico, a través del cual la filial Luz Andes S.A., hoy Luz Andes Ltda., alcanzó la cota 3.000 en la zona cordillerana de Santiago, en la comuna de Lo Barnechea, con la finalidad de suministrar energía al centro invernal Valle Nevado. Posteriormente, ese mismo 1998, esta filial se adjudicó el 100% de los activos de la Empresa Municipal de Electricidad de Lo Barnechea, lo que implicó la distribución de energía eléctrica hacia los centros invernales de Farellones, El Colorado y La Parva.

### Enersis y Elesur
Entre el 21 de noviembre y el 20 de diciembre de 2000, y entre el 3 de julio de 2001 y el 26 de diciembre de 2001, Enersis S.A. abrió dos Poderes Compradores de Acciones por la totalidad de las acciones y American Depositary Receipts (ADR) de Chilectra S.A., llegando a controlar un 98,25% de las acciones de la compañía. Elesur S.A. se constituyó en Chile en agosto de 1996 en previsión de que el Grupo Endesa España necesitaría un vehículo societario a través del cual llevar a efecto las operaciones que ya en aquel año estaban en estudio respecto de inversiones en el sector eléctrico chileno. 
En 1997, mediante Ofertas Públicas de Adquisición de Acciones y posteriormente mediante pequeñas compras directas, Elesur S.A. adquirió acciones y tomó el control de cuatro de las sociedades denominadas en conjunto “Las Chispas”, las cuales se mencionan a continuación: Compañía de Inversiones Chispa Uno S.A., Compañía de Inversiones Chispa Dos S.A., Compañía de Inversiones Los Almendros S.A. y Compañía de Inversiones Luz y Fuerza S.A. Cada una de estas sociedades eran dueñas de un 6,55% de la propiedad de Enersis S.A., sumando en su conjunto un 26,2%. 
Cada una de estas sociedades participaba, a su vez, en su conjunto, en un 5,08% de la sociedad argentina Edesur S.A. e indirectamente en un 3,52% de la sociedad brasilera Cerj S.A. (actualmente Ampla Energía e Serviços S.A.). En los años siguientes se sucedieron un conjunto de operaciones societarias entre Elesur S.A., “Las Chispas”, Endesa Internacional y Enersis S.A., pasando finalmente esta última a controlar a Elesur S.A. de modo tal que al momento previo a la fusión entre Elesur S.A. y Chilectra S.A., Enersis S.A. era propietaria de un 99,99% de Elesur S.A.
En Junta Extraordinaria de Accionistas, celebrada con fecha 31 de marzo de 2006, se procedió a: (i) aprobar la reforma de los estatutos de Elesur S.A., modificándose la razón social de Elesur S.A. por Chilectra S.A., sustituyendo el objeto social de la sociedad absorbente (Elesur S.A.) por el objeto social de la sociedad absorbida (Chilectra S.A.) y (ii) aprobar y fijar el texto actualizado y refundido de los estatutos sociales de la sociedad absorbente. En Junta Extraordinaria de Accionistas, celebrada en marzo de 2006, se acordó la fusión entre Elesur S.A. y Chilectra S.A., mediante la absorción de esta última por la primera, siendo Chilectra S.A. la sociedad fusionada o absorbida y Elesur S.A. la sociedad fusionante o absorbente, y se acordó también fusionar sus agencias en Islas Caimán. En igual fecha se modificó la razón social de Elesur S.A. al de Chilectra S.A. 
Con motivo de la fusión, la sociedad absorbida se disolvió incorporándose a Elesur S.A., de manera que los accionistas de la sociedad absorbida pasaron a ser accionistas de Elesur S.A., como resultado del aumento de capital en esta y el canje de acciones correspondiente, adquiriendo Elesur S.A. la totalidad de los activos y pasivos de la sociedad absorbida y sucediéndola en todos sus derechos, permisos y obligaciones. La fusión tuvo efectos a contar del 1° de abril de 2006. Con esta operación Enersis S.A. pasó a controlar directa e indirectamente el 99,08% de la nueva sociedad fusionada.

### Enel Distribución (2015-actualidad)

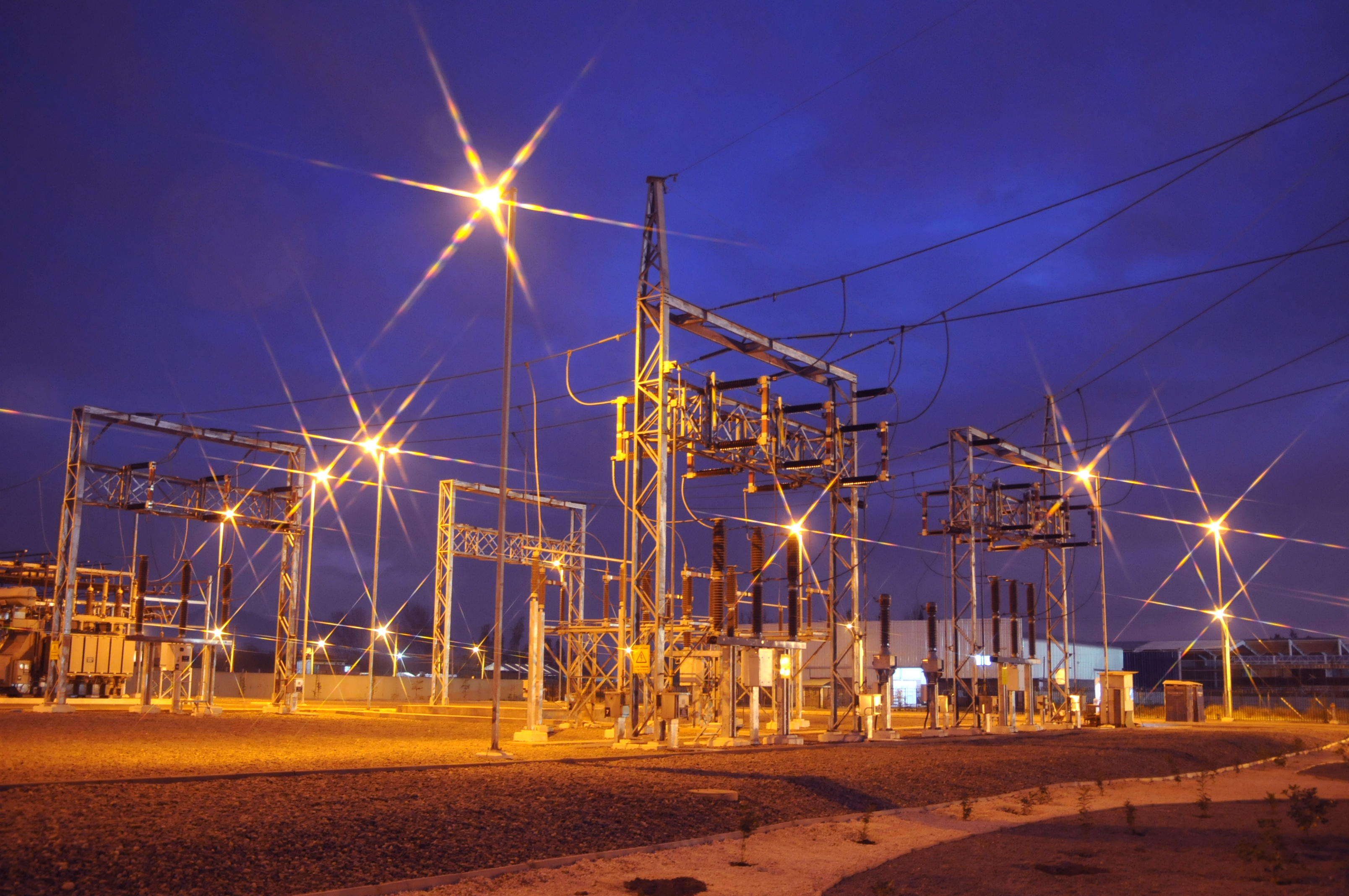
La Subestación Bicentenario de Enel Distribución Chile está ubicada en la zona sur poniente de Santiago.

Con fecha 18 de diciembre de 2015 se llevó a cabo una Junta Extraordinaria de Accionistas de Chilectra S.A. Como consecuencia de la misma, se aprobó la división de la compañía, manteniendo Chilectra S.A. los activos y bienes nacionales. Además, en virtud de la referida división, se acordó crear y constituir a partir de esta una nueva sociedad anónima abierta denominada Chilectra Américas S.A., a la que se asignaron la totalidad de activos y pasivos asociados a los negocios que Chilectra tenía fuera de Chile.   
En marzo de 2016, Chilectra SA cambia su nombre al de Enel Distribución S.A, filial distribuidora de Enel Chile que controla el 99,09% de la compañía, y a su vez, Enel Chile es subsidiaria de la italiana Enel S.p.A.
Con el fin de dar cumplimiento a lo dispuesto en la Ley N°21.194 denominada “Ley Corta de Distribución”, particularmente en relación con el giro exclusivo para las empresas concesionarias de servicio público de distribución, se llevó a cabo la división de los activos de la sociedad Enel Distribución Chile y se creó la empresa Enel Transmisión Chile el día 1 de enero de 2021. A esta última sociedad, se le asignaron los activos y pasivos asociados al segmento de transmisión de energía eléctrica, incluyendo líneas y subestaciones, en tanto que Enel Distribución Chile concentrará exclusivamente el negocio de distribución de energía eléctrica. En línea con lo anterior, Empresa de Transmisión Chena S.A. pasó a ser subsidiaria de Enel Transmisión Chile a partir del 1 de enero de 2021.

## Negocio de Distribución Eléctrica
Enel Distribución Chile es la principal distribuidora de energía eléctrica del país, con más de 2 millones de clientes. Su área de concesión es de 2.105 km², que abarca 33 comunas ubicadas exclusivamente en la Región Metropolitana: 
- Cerrillos
- Cerro Navia
- Conchalí
- Estación Central
- La Florida
- La Cisterna
- La Granja
- La Reina
- Las Condes
- Lo Espejo
- Independencia
- Lo Prado
- Macul
- Maipú
- Ñuñoa
- Pedro Aguirre Cerda
- Peñalolén
- Pudahuel
- Quinta Normal
- Recoleta
- Renca
- San Joaquín
- San Miguel
- San Ramón
- Vitacura
- Santiago
- Providencia
- Huechuraba
- Quilicura
- Lo Barnechea
- Colina
- Lampa
- Til Til